# Saint-Brieuc-de-Mauron

Saint-Brieuc-de-Mauron este o comună în departamentul Morbihan, Franța. În 1 ianuarie 2022 avea o populație de 294 de locuitori.